# Xung đột Afghanistan (1978–nay)
Xung đột tại Afghanistan (tiếng Pashtun: دافغانستان جنګونه ; tiếng Ba Tư: جنگ های افغانستان) là một loạt các cuộc chiến đã diễn ra ở Afghanistan kể từ năm 1978. Bắt đầu với cuộc đảo chính quân sự Cách mạng Saur, một loạt các cuộc xung đột vũ trang gần như liên tục đã thống trị và gây ảnh hưởng cho Afghanistan. Các cuộc chiến này bao gồm:
Người ta ước tính rằng 1.405.111 đến 2.084.468 sinh mạng đã thiệt mạng kể từ khi cuộc xung đột này bắt đầu.

## Sự trỗi dậy và sụp đổ của chủ nghĩa cộng sản

### Khởi đầu

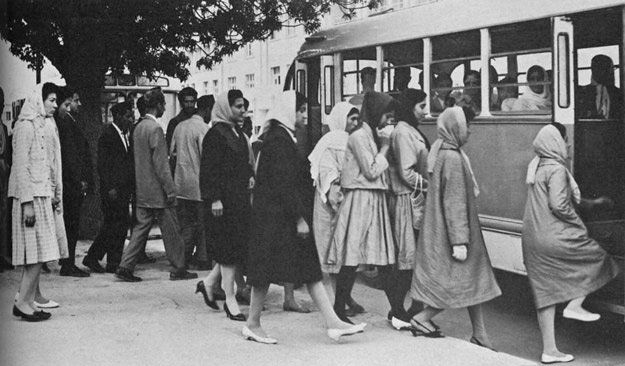
Giao thông công cộng ở thủ đô Kabul yên bình của Afghanistan vào những năm 1950

Từ năm 1933 đến năm 1973, Afghanistan trải qua một thời kỳ hòa bình kéo dài và tương đối ổn định. Quốc gia này được cai trị dưới một chế độ quân chủ bởi Vua Zahir Shah, người thuộc triều đại Musahiban Barakzai của Afghanistan. Trong những năm 1960, Afghanistan với tư cách là một quốc gia quân chủ lập hiến đã tổ chức các cuộc bầu cử quốc hội hạn chế.
Zahir Shah, người sẽ trở thành vị vua cuối cùng của Afghanistan, đã bị người anh họ Mohammed Daoud Khan lật đổ vào tháng 7 năm 1973, sau khi bất mãn với chế độ quân chủ ngày càng tăng ở các khu vực đô thị của Afghanistan. Đất nước đã trải qua nhiều đợt hạn hán, và các cáo buộc tham nhũng và các chính sách kinh tế kém đã được san bằng với triều đại cầm quyền. Khan đã chuyển chế độ quân chủ thành nước cộng hòa, và ông trở thành Tổng thống đầu tiên của Afghanistan. Ông được ủng hộ bởi một phe của Đảng Dân chủ Nhân dân Afghanistan (PDPA), đảng cộng sản của Afghanistan, được thành lập vào năm 1965 và có quan hệ bền chặt với Liên Xô. Neamatollah Nojumi viết trong tác phẩm Sự trỗi dậy của Taliban ở Afghanistan: Huy động quần chúng, Nội chiến và Tương lai của khu vực :
The establishment of the Republic of Afghanistan increased the Soviet investment in Afghanistan and the PDPA influence in the government's military and civil bodies.

Năm 1976, hoảng sợ trước sức mạnh ngày càng tăng của PDPA và sự liên kết chặt chẽ của đảng này với Liên Xô, Daoud Khan đã cố gắng thu hẹp ảnh hưởng của PDPA. Ông đã cách chức các thành viên PDPA khỏi các chức vụ trong chính phủ của họ, bổ nhiệm các phần tử bảo thủ thay thế và cuối cùng tuyên bố giải tán PDPA, bắt giữ các thành viên cấp cao của đảng này.

### Đảo chính của phe cộng sản

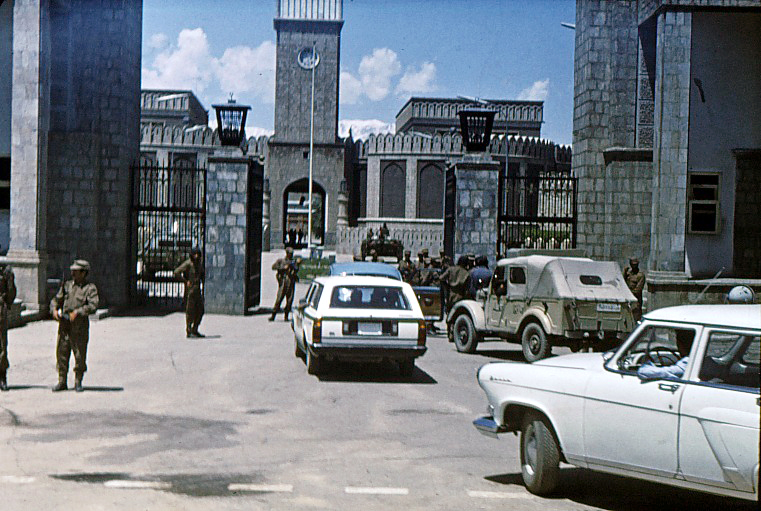
Bên ngoài Phủ Tổng thống ở Kabul một ngày sau Cách mạng Saur, ngày 28 tháng 4 năm 1978

Vào ngày 27 tháng 4 năm 1978, PDPA và các đơn vị quân đội trung thành với PDPA đã giết Daoud Khan, gia đình và vệ sĩ trực tiếp của ông trong một cuộc đảo chính bạo lực, giành quyền kiểm soát thủ đô Kabul. Do PDPA đã chọn một kỳ nghỉ cuối tuần để tiến hành cuộc đảo chính, khi nhiều nhân viên chính phủ đang có một ngày nghỉ, Daoud Khan không thể kích hoạt đầy đủ các lực lượng vũ trang được đào tạo bài bản vẫn trung thành với ông ta để chống lại cuộc đảo chính.
Chính phủ mới của PDPA, do một hội đồng cách mạng lãnh đạo, đã không nhận được sự ủng hộ của quần chúng. Vì vậy, nó đã sớm công bố và thực hiện một học thuyết thù địch chống lại bất kỳ người bất đồng chính kiến nào, dù là bên trong hay bên ngoài đảng. Nhà lãnh đạo cộng sản đầu tiên ở Afghanistan, Nur Muhammad Taraki, bị người cộng sản Hafizullah Amin ám sát. Amin được biết đến với khuynh hướng độc lập và dân tộc chủ nghĩa, đồng thời cũng bị nhiều người coi là một nhà lãnh đạo tàn nhẫn. Amin đã bị cáo buộc là đã giết hàng chục nghìn thường dân Afghanistan tại Pul-e-Charkhi và các nhà tù quốc gia khác: 27.000 vụ hành quyết có động cơ chính trị được cho là chỉ diễn ra tại nhà tù Pul-e-Charkhi.

### Sự can thiệp và rút quân của Liên Xô
Liên Xô xâm lược Afghanistan vào ngày 24 tháng 12 năm 1979, chỉ gặp phải sự kháng cự tương đối hạn chế. Amin bị phế truất quyền lực gần như ngay lập tức khi ông và 200 cận vệ của mình bị quân đội Liên Xô Spetsnaz giết vào ngày 27 tháng 12, và được Babrak Karmal thay thế. Sau khi triển khai quân tới Afghanistan, các lực lượng Liên Xô cùng với các lực lượng chính phủ bắt đầu tham gia vào một cuộc chiến chống nổi dậy kéo dài chống lại các chiến binh mujahideen.

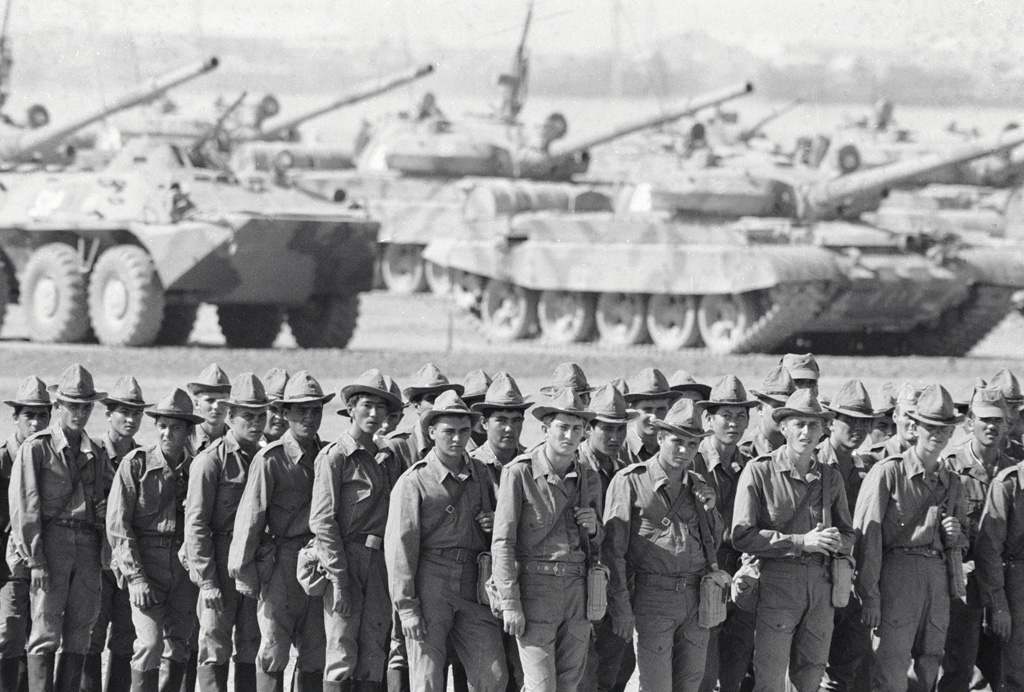
Quân đội Liên Xô trở về nhà từ Afghanistan trong Chiến tranh Liên Xô-Afghanistan năm 1986

Chính phủ Liên Xô nhận ra rằng một giải pháp quân sự cho cuộc xung đột sẽ đòi hỏi nhiều quân hơn. Vì điều này, họ đã thảo luận về việc rút quân và tìm kiếm một giải pháp chính trị và hòa bình ngay từ năm 1980, nhưng họ chưa bao giờ thực hiện bất kỳ bước nghiêm túc nào theo hướng đó cho đến năm 1988. Các báo cáo quân sự ban đầu của Liên Xô xác nhận những khó khăn mà quân đội Liên Xô gặp phải khi chiến đấu trên địa hình đồi núi, mà quân đội Liên Xô không được đào tạo gì. Sự tương đồng của chiến tranh ở đây với Chiến tranh Việt Nam thường được các sĩ quan quân đội Liên Xô nhắc đến.
Những thất bại về chính sách, và sự bế tắc xảy ra sau sự can thiệp của Liên Xô, khiến giới lãnh đạo Liên Xô trở nên chỉ trích cao độ đối với sự lãnh đạo của Karmal. Dưới thời Mikhail Gorbachev, Liên Xô đã phế truất Karmal và thay thế ông ta bằng Mohammad Najibullah. Sự lãnh đạo của Karmal bị Liên Xô coi là thất bại vì bạo lực và tội phạm gia tăng trong thời chính quyền của ông.

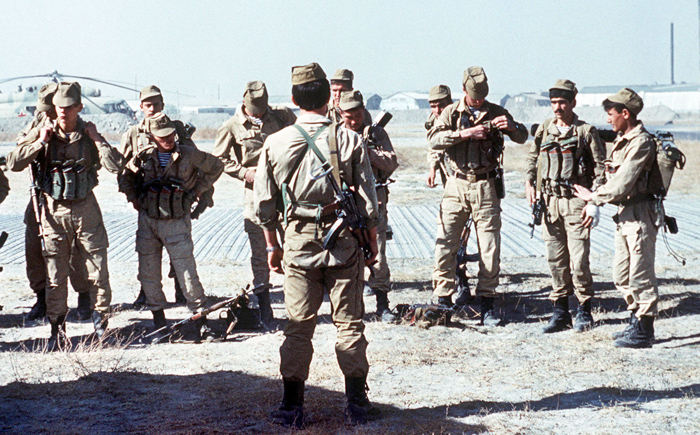
Một nhóm Spetsnaz của Liên Xô chuẩn bị cho một nhiệm vụ vào năm 1988

Trong suốt quá trình Liên Xô rút khỏi Afghanistan, các đoàn xe chở quân lính đã bị các tay súng nổi dậy Afghanistan tấn công. Tổng cộng, 523 binh sĩ Liên Xô đã thiệt mạng trong cuộc rút quân. Việc rút toàn bộ quân đội Liên Xô khỏi Afghanistan được hoàn thành vào tháng 2 năm 1989. Người lính Liên Xô cuối cùng ra đi là Trung tướng Boris Gromov, người chỉ huy các hoạt động quân sự của Liên Xô ở Afghanistan vào thời điểm Liên Xô xâm lược. Tổng cộng có 14.453 binh sĩ Liên Xô chết trong chiến tranh Afghanistan.
Chiến tranh của Liên Xô đã có một tác động nghiêm trọng đến Afghanistan. Cái chết của tới 2 triệu người Afghanistan trong cuộc chiến đã được một số nguồn tin mô tả là "tội ác diệt chủng". Năm đến mười triệu người Afghanistan chạy sang Pakistan và Iran, chiếm 1/3 dân số trước chiến tranh của đất nước, và 2 triệu người khác phải di dời trong nước. Tỉnh Biên giới Tây Bắc của Pakistan hoạt động như một cơ sở tổ chức và mạng lưới cho cuộc kháng chiến Afghanistan chống Liên Xô, với Deobandi ulama có ảnh hưởng lớn của tỉnh này đóng vai trò hỗ trợ chính trong việc thúc đẩy 'thánh chiến'.

### Chế độ cộng sản sụp đổ
Sau khi Liên Xô rút quân, Cộng hòa Afghanistan dưới thời Najibullah tiếp tục vấp phải sự kháng cự từ các lực lượng mujahideen khác nhau. Najibullah nhận được tài trợ và vũ khí từ Liên Xô cho đến năm 1991 khi Liên Xô sụp đổ. Trong vài năm, Quân đội Afghanistan đã thực sự tăng cường hiệu quả của họ ở mức độ trước đây từng đạt được trong thời kỳ hiện diện quân sự của Liên Xô. Nhưng chính phủ đã bị giáng một đòn lớn khi Abdul Rashid Dostum, một tướng lãnh đạo, tạo liên minh với Shura-e Nazar của Ahmad Shah Massoud. Phần lớn chính phủ cộng sản Afghanistan đầu hàng các lực lượng của Massoud vào đầu năm 1992. Sau thất bại của Liên Xô, The Wall Street Journal đã gọi Massoud là "người Afghanistan đã chiến thắng trong Chiến tranh Lạnh". Massoud đã đánh bại quân Liên Xô 9 lần tại vùng quê hương của mình ở Thung lũng Panjshir ở đông bắc Afghanistan.
Pakistan đã cố gắng đưa Gulbuddin Hekmatyar lên nắm quyền ở Afghanistan trước sự phản đối của tất cả các chỉ huy và phe phái mujahideen khác. Ngay từ tháng 10 năm 1990, Cơ quan Tình báo Liên ngành đã vạch ra một kế hoạch để Hekmatyar tiến hành một cuộc bắn phá hàng loạt vào thủ đô Kabul của Afghanistan với khả năng thực thi của quân đội Pakistan. Kế hoạch ISI-Hekmatyar đơn phương này được đưa ra mặc dù ba mươi chỉ huy quan trọng nhất của mujahideen đã đồng ý tổ chức một hội nghị bao gồm tất cả các nhóm Afghanistan để quyết định một chiến lược chung trong tương lai. Peter Tomsen báo cáo rằng cuộc biểu tình của các chỉ huy mujahideen khác giống như một "cơn bão lửa". Ahmad Zia Massoud, anh trai của Ahmad Shah Massoud, nói rằng phe của ông phản đối mạnh mẽ kế hoạch này và giống như các phe khác sẽ áp dụng các biện pháp nếu có "quân đội Pakistan tăng cường Hekmatyar". Abdul Haq được cho là đã tức giận về kế hoạch của ISI đến mức "đỏ cả mặt". Và Nabi Mohammad, một chỉ huy khác, chỉ ra rằng "2 triệu Kabul không thể thoát khỏi đợt bắn phá tên lửa của Hekmatyar - sẽ có một cuộc thảm sát. " Đại diện của Massoud, Abdul Haq và Amin Wardak nói rằng "Việc Hekmatyar chiếm Kabul... sẽ tạo ra một cuộc tắm máu dân sự." Hoa Kỳ cuối cùng đã gây áp lực lên Pakistan để ngăn chặn kế hoạch năm 1990, kế hoạch này sau đó bị đình chỉ cho đến năm 1992.

## Nhà nước Hồi giáo và sự can thiệp của nước ngoài

Cờ của Hezb-e Islami. Tất cả các đảng phái chính trị của Afghanistan được thống nhất dưới tên Nhà nước Hồi giáo Afghanistan vào tháng 4 năm 1992 ngoại trừ Hezb-e Islami do Gulbuddin Hekmatyar lãnh đạo. Hezb-e Islami do Pakistan hỗ trợ đã bắt đầu một chiến dịch bắn phá lớn chống lại Nhà nước Hồi giáo.

Sau khi chính phủ của Najibullah sụp đổ vào năm 1992, các chính đảng Afghanistan đã nhất trí về một thỏa thuận chia sẻ quyền lực, Hiệp định Peshawar. Hiệp định Peshawar thành lập Nhà nước Hồi giáo Afghanistan và chỉ định một chính phủ lâm thời cho một giai đoạn chuyển tiếp, sau đó là các cuộc tổng tuyển cử dân chủ. Theo Tổ chức Theo dõi Nhân quyền :
The sovereignty of Afghanistan was vested formally in the Islamic State of Afghanistan, an entity created in April 1992, after the fall of the Soviet-backed Najibullah government. [...] With the exception of Gulbuddin Hekmatyar's Hezb-e Islami, all of the parties [...] were ostensibly unified under this government in April 1992. [...] Hekmatyar's Hezb-e Islami, for its part, refused to recognize the government for most of the period discussed in this report and launched attacks against government forces and Kabul generally. [...] Shells and rockets fell everywhere.

Gulbuddin Hekmatyar nhận được hỗ trợ về hoạt động, tài chính và quân sự từ Pakistan. Chuyên gia về Afghanistan Amin Saikal kết luận trong tác phẩm Afghanistan hiện đại: Lịch sử đấu tranh và tồn tại:
Pakistan was keen to gear up for a breakthrough in Central Asia. [...] Islamabad could not possibly expect the new Islamic government leaders [...] to subordinate their own nationalist objectives in order to help Pakistan realize its regional ambitions. [...] Had it not been for the ISI's logistic support and supply of a large number of rockets, Hekmatyar's forces would not have been able to target and destroy half of Kabul.

Ngoài ra, Ả Rập Xê-út và Iran - với tư cách là những đối thủ cạnh tranh cho quyền bá chủ trong khu vực - đã ủng hộ sự thù địch của lực lượng dân quân Afghanistan đối đầu với nhau. Theo Tổ chức Theo dõi Nhân quyền, Iran đang hỗ trợ lực lượng Shia Hazara Hezb-i Wahdat của Abdul Ali Mazari, vì Iran đang cố gắng tối đa hóa sức mạnh quân sự và ảnh hưởng của Wahdat. Ả Rập Xê Út ủng hộ Wahhabite Abdul Rasul Sayyaf và phe Ittihad-i Islami của ông ta. Xung đột giữa quân đội hai bên nhanh chóng leo thang thành một cuộc chiến toàn diện. Một ấn phẩm của Đại học George Washington mô tả tình hình:
[O]utside forces saw instability in Afghanistan as an opportunity to press their own security and political agendas.

Do chiến tranh bắt đầu quá đột ngột, các cơ quan chính phủ đang hoạt động, các đơn vị cảnh sát hoặc hệ thống tư pháp và trách nhiệm giải trình cho Nhà nước Hồi giáo Afghanistan mới được thành lập không có thời gian để hình thành. Các hành động tàn bạo đã được thực hiện bởi các cá nhân thuộc các phe phái vũ trang khác nhau trong khi Kabul rơi vào tình trạng vô pháp luật và hỗn loạn như được mô tả trong các báo cáo của Tổ chức Theo dõi Nhân quyền và Dự án Công lý Afghanistan. Do sự hỗn loạn, một số nhà lãnh đạo ngày càng chỉ có quyền kiểm soát danh nghĩa đối với các chỉ huy (cấp dưới) của họ. Đối với dân thường, có rất ít an ninh khỏi bị giết, hãm hiếp và tống tiền. Ước tính có khoảng 25.000 người đã chết trong thời kỳ bị Hezb-i Islami của Hekmatyar bắn phá dữ dội nhất và lực lượng Junbish-i Milli của Abdul Rashid Dostum, những người đã tạo ra một liên minh với Hekmatyar vào năm 1994. Nửa triệu người đã chạy trốn khỏi Afghanistan. Tổ chức Theo dõi Nhân quyền viết:
Rare ceasefires, usually negotiated by representatives of Ahmad Shah Massoud, Sibghatullah Mojaddedi or Burhanuddin Rabbani [the interim government], or officials from the International Committee of the Red Cross (ICRC), commonly collapsed within days.

### Taliban nổi lên nắm quyền
Miền Nam Afghanistan không nằm dưới sự kiểm soát của các lực lượng dân quân do nước ngoài hậu thuẫn hay chính phủ ở Kabul, mà được cai trị bởi các nhà lãnh đạo địa phương như Gul Agha Sherzai và dân quân của họ. Năm 1994, Taliban (một phong trào bắt nguồn từ các trường tôn giáo Jamiat Ulema-e-Islam dành cho người tị nạn Afghanistan ở Pakistan) cũng phát triển ở Afghanistan như một lực lượng chính trị-tôn giáo, được cho là đối lập với sự chuyên chế của thống đốc địa phương. Mullah Omar bắt đầu phong trào này với ít hơn 50 sinh viên madrassah có vũ trang ở quê hương Kandahar của mình. Khi Taliban nắm quyền kiểm soát thành phố vào năm 1994, họ đã buộc hàng chục thủ lĩnh Pashtun địa phương đầu hàng, những người đang làm chủ một tình huống hoàn toàn vô pháp và tàn bạo. Năm 1994, Taliban lên nắm quyền ở một số tỉnh ở miền nam và miền trung Afghanistan.

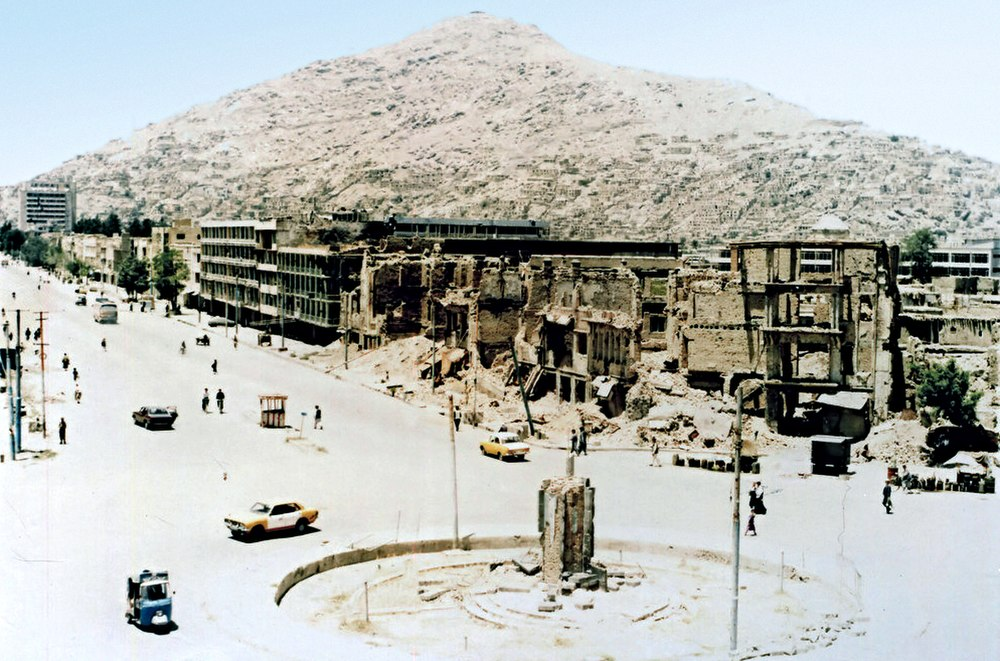
Một phần của Kabul bị phá hủy hoàn toàn vào năm 1993.

Vào cuối năm 1994, hầu hết các phe phái dân quân (Hezb-i Islami, Junbish-i Milli và Hezb-i Wahdat) đã chiến đấu trong cuộc chiến giành quyền kiểm soát Kabul đã bị đánh bại về mặt quân sự bởi lực lượng của Bộ trưởng Quốc phòng Nhà nước Hồi giáo Ahmad Shah Đại chúng. Việc bắn phá thủ đô đã dừng lại. Massoud đã cố gắng khởi động một quá trình chính trị trên toàn quốc với mục tiêu củng cố quốc gia và bầu cử dân chủ, đồng thời mời Taliban tham gia vào quá trình này. Massoud đã thống nhất các nhân vật chính trị và văn hóa, thống đốc, chỉ huy, giáo sĩ và đại diện để đạt được một thỏa thuận lâu dài. Massoud, giống như hầu hết mọi người ở Afghanistan, coi hội nghị này là một hy vọng nhỏ cho nền dân chủ và cho các cuộc bầu cử tự do. Yêu thích của ông để ứng cử vào chức vụ tổng thống là Tiến sĩ Mohammad Yusuf, thủ tướng dân chủ đầu tiên dưới thời Zahir Shah, cựu vua. Trong cuộc họp đầu tiên, đại diện từ 15 tỉnh khác nhau của Afghanistan đã gặp nhau, trong cuộc họp thứ hai đã có 25 tỉnh tham gia. Massoud không mang vũ khí để nói chuyện với một số thủ lĩnh Taliban ở Maidan Shar, nhưng Taliban từ chối tham gia tiến trình chính trị này. Khi Massoud trở về an toàn, thủ lĩnh Taliban đã tiếp ông làm khách đã phải trả giá bằng mạng sống của mình: ông ta bị giết bởi thủ lĩnh Taliban cấp cao khác vì đã không giết Massoud trong khi có khả năng làm việc này.
Taliban bắt đầu pháo kích vào Kabul vào đầu năm 1995 nhưng đã bị đánh bại bởi lực lượng của chính phủ Nhà nước Hồi giáo dưới thời Ahmad Shah Massoud. Tổ chức Ân xá Quốc tế, đề cập đến cuộc tấn công của Taliban, đã viết trong một báo cáo năm 1995:
This is the first time in several months that Kabul civilians have become the targets of rocket attacks and shelling aimed at residential areas in the city.

Những chiến thắng ban đầu của Taliban vào năm 1994 sau đó là một loạt thất bại dẫn đến tổn thất nặng nề. Pakistan đã hỗ trợ mạnh mẽ cho Taliban. Nhiều nhà phân tích như Amin Saikal mô tả Taliban đang phát triển thành một lực lượng ủy nhiệm cho các lợi ích khu vực của Pakistan mà Taliban đã từ chối.
Vào ngày 26 tháng 9 năm 1996, khi Taliban, với sự hỗ trợ quân sự của Pakistan và sự hỗ trợ tài chính của Ả Rập Xê-út, chuẩn bị cho một cuộc tấn công lớn khác, Massoud đã ra lệnh rút lui hoàn toàn khỏi Kabul. Taliban chiếm Kabul vào ngày 27 tháng 9 năm 1996 và thành lập Tiểu vương quốc Hồi giáo Afghanistan.

## Các Tiểu vương quốc Taliban chống lại Mặt trận Thống nhất

### Taliban tấn công

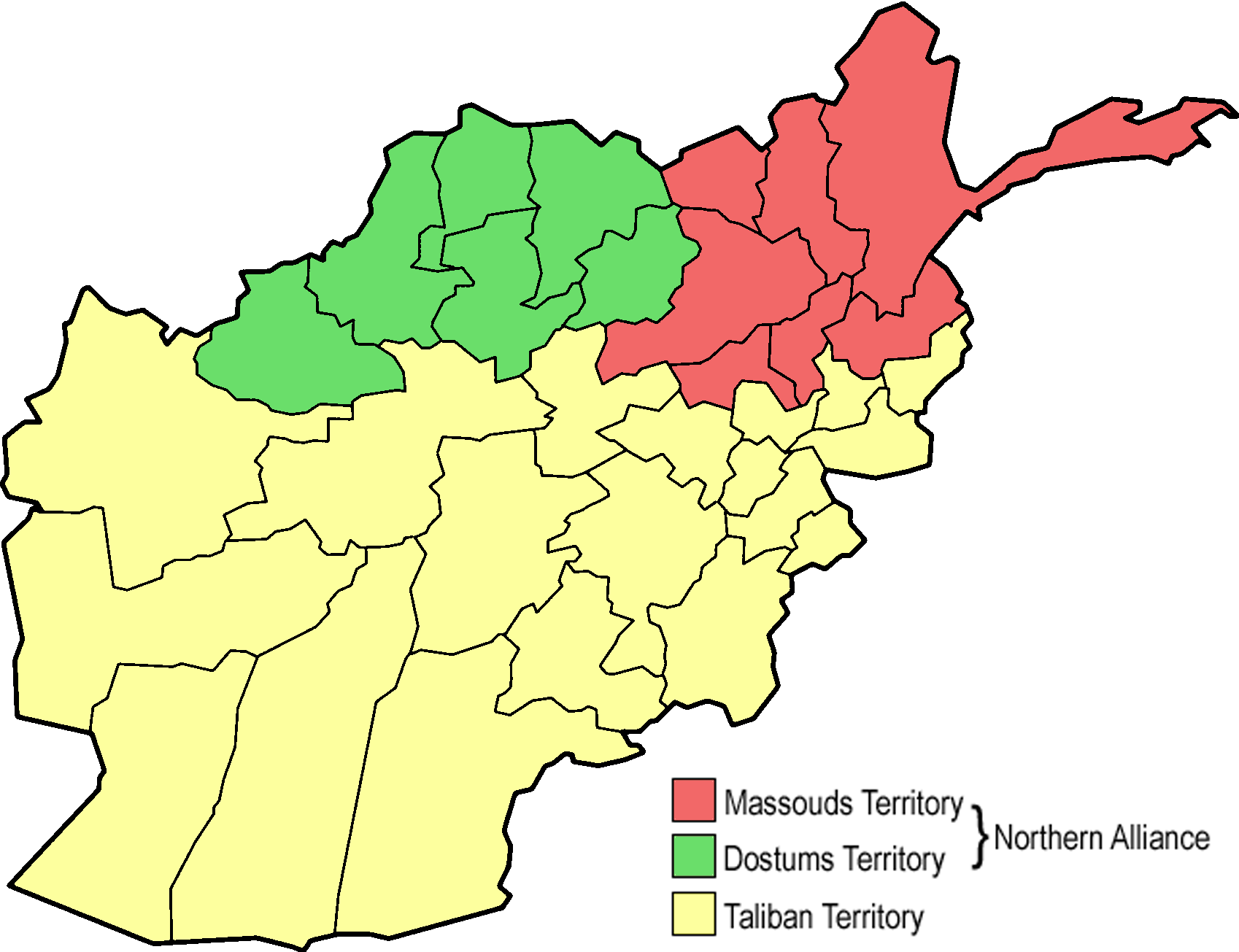
Bản đồ tình hình Afghanistan năm 1996: Lãnh thổ Ahmad Shah Massoud (đỏ), Abdul Rashid Dostum (xanh) và Taliban (vàng)

Taliban đã thống trị các vùng của Afghanistan dưới sự kiểm soát của họ với các giải thích về Hồi giáo. Tổ chức Bác sĩ Nhân quyền (PHR) tuyên bố rằng:
To PHR's knowledge, no other regime in the world has methodically and violently forced half of its population into virtual house arrest, prohibiting them on pain of physical punishment.

Phụ nữ được yêu cầu mặc burqa che toàn thân, họ bị cấm ra khỏi cuộc sống công cộng và không được tiếp cận với dịch vụ chăm sóc sức khỏe và giáo dục, cửa sổ cần được che để không ai có thể nhìn thấy phụ nữ từ bên ngoài và họ không được phép cười theo một cách mà người khác có thể nghe thấy.  Taliban vốn không có bất kỳ tòa án hoặc phiên bào chữa thực sự nào, đã chặt tay hoặc cánh tay của người dân khi họ bị buộc tội ăn cắp.  Các đội tấn công của Taliban theo dõi các đường phố, tiến hành các vụ đánh đập tàn bạo nơi công cộng một cách tùy tiện.
Taliban bắt đầu chuẩn bị các cuộc tấn công nhằm vào các khu vực còn lại do Ahmad Shah Massoud và Abdul Rashid Dostum kiểm soát. Massoud và Dostum, những kẻ thù cũ, đáp trả bằng cách liên minh thành lập Mặt trận Thống nhất (Liên minh phương Bắc) chống lại Taliban. Ngoài các lực lượng Tajik chiếm ưu thế của Massoud và các lực lượng Dostum của người Uzbekistan, Mặt trận Thống nhất bao gồm các phe phái Hazara và lực lượng Pashtun dưới sự lãnh đạo của các chỉ huy như Abdul Haq hay Haji Abdul Qadir. Các chính trị gia nổi bật của Mặt trận Thống nhất như nhà ngoại giao và thủ tướng Afghanistan Abdul Rahim Ghafoorzai hoặc ngoại trưởng Abdullah Abdullah của UF. Từ cuộc chinh phục của Taliban vào năm 1996 cho đến tháng 11 năm 2001, Mặt trận Thống nhất đã kiểm soát khoảng 30% dân số Afghanistan tại các tỉnh như Badakhshan, Kapisa, Takhar và các phần của Parwan, Kunar, Nuristan, Laghman, Samangan, Kunduz, Ghōr và Bamyan.

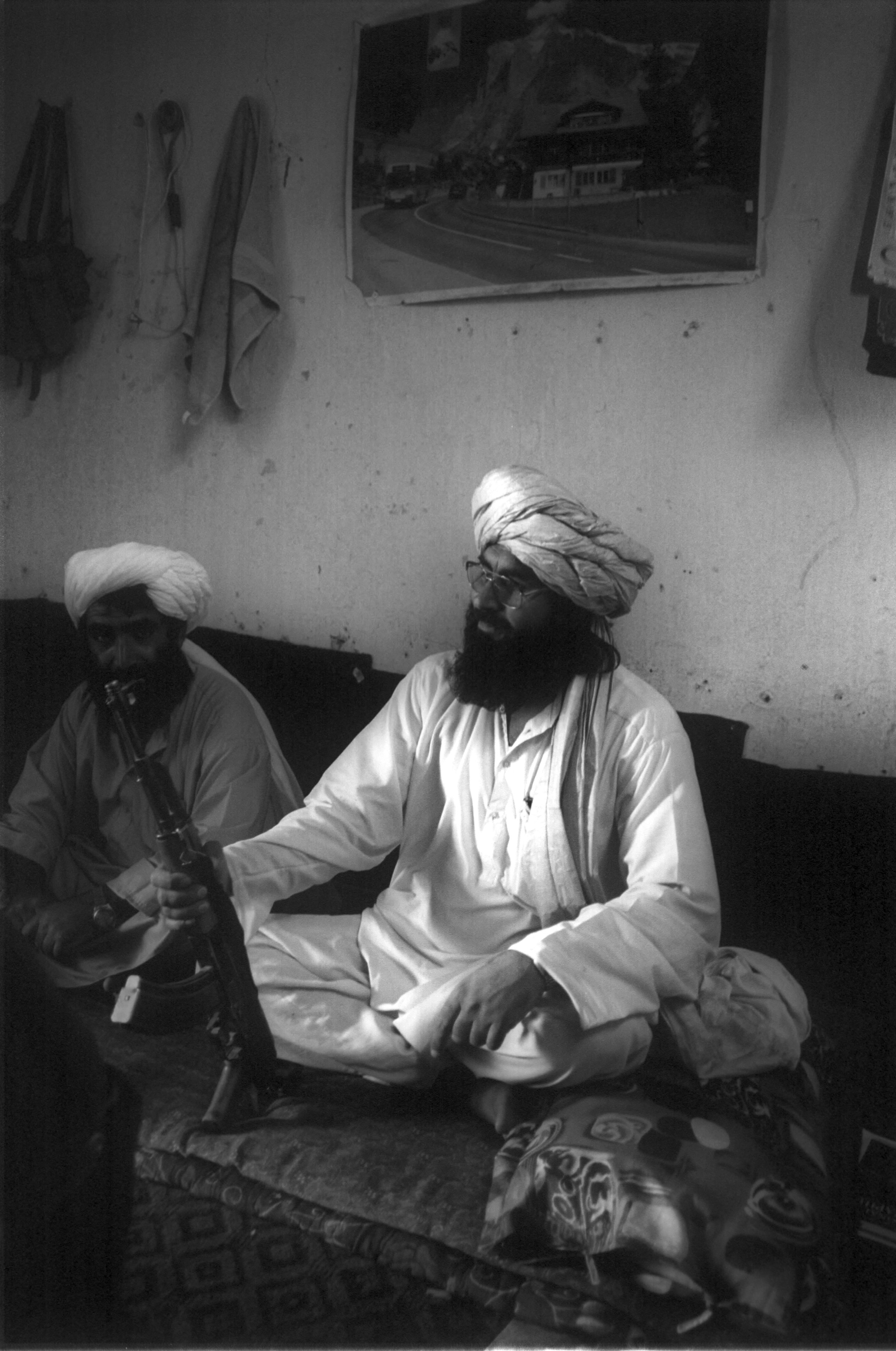
Biên phòng Taliban

Theo một báo cáo dài 55 trang của Liên Hợp Quốc, Taliban, trong khi cố gắng củng cố quyền kiểm soát đối với miền bắc và miền tây Afghanistan, đã thực hiện các vụ thảm sát có hệ thống nhằm vào dân thường. Các quan chức Liên Hợp Quốc tuyên bố rằng đã có "15 vụ thảm sát" từ năm 1996 đến năm 2001. Họ cũng nói rằng "[t] hese có tính hệ thống cao và tất cả đều dẫn trở lại Bộ Quốc phòng [Taliban] hoặc chính Mullah Omar." Trong một nỗ lực lớn để chiếm lại vùng đồng bằng Shomali, Taliban đã giết hại dân thường một cách bừa bãi, đồng thời nhổ tận gốc và trục xuất người dân. Kamal Hossein, một phóng viên đặc biệt của LHQ, đã báo cáo về những tội ác này và những tội ác chiến tranh khác. Sau khi chiếm Mazar-i-Sharif vào năm 1998, khoảng 4.000 thường dân đã bị Taliban hành quyết và nhiều người khác được báo cáo là bị tra tấn. Taliban đặc biệt nhắm vào những người thuộc tôn giáo Shia hoặc dân tộc Hazara. Trong số những người thiệt mạng ở Mazari Sharif có một số nhà ngoại giao Iran. Những người khác bị bắt cóc bởi Taliban, chạm vào cuộc khủng hoảng con tin gần như leo thang thành một cuộc chiến toàn diện, với 150.000 binh sĩ Iran tập trung tại biên giới Afghanistan cùng một lúc. Sau đó, người ta thừa nhận rằng các nhà ngoại giao này đã bị Taliban giết và thi thể của họ đã được trao trả cho Iran.
Các tài liệu này cũng tiết lộ vai trò của quân đội hỗ trợ Ả Rập và Pakistan trong các vụ giết người này. Cái gọi là Lữ đoàn 055 của Bin Laden chịu trách nhiệm về những vụ giết hại hàng loạt thường dân Afghanistan. Báo cáo của Liên Hợp Quốc trích lời các nhân chứng tại nhiều ngôi làng mô tả các chiến binh Ả Rập mang theo những con dao dài dùng để rạch cổ họng và lột da người dân.

### Vai trò của Lực lượng vũ trang Pakistan
Cơ quan tình báo Pakistan, Cơ quan Tình báo Liên Dịch vụ (ISI), muốn Mujahideen thành lập chính phủ ở Afghanistan. Tổng giám đốc ISI, Hamid Gul, quan tâm đến một cuộc cách mạng Hồi giáo sẽ vượt qua biên giới quốc gia, không chỉ ở Afghanistan và Pakistan mà còn ở Trung Á. Để thành lập chính phủ Mujahideen được đề xuất, Hamid Gul đã ra lệnh tấn công Jalalabad - với ý định sử dụng nó làm thủ đô cho chính phủ mới mà Pakistan muốn thành lập ở Afghanistan.
Taliban phần lớn được ISI của Pakistan tài trợ vào năm 1994. ISI đã sử dụng Taliban để thiết lập một chế độ ở Afghanistan có lợi cho Pakistan, vì họ đang cố gắng đạt được chiều sâu chiến lược. Kể từ khi Taliban được thành lập, ISI và quân đội Pakistan đã hỗ trợ tài chính, hậu cần và quân sự.
Theo chuyên gia người Pakistan về Afghanistan Ahmed Rashid, "từ năm 1994 đến 1999, ước tính có khoảng 80.000 đến 100.000 người Pakistan được đào tạo và chiến đấu ở Afghanistan" theo phe Taliban. Peter Tomsen tuyên bố rằng cho đến ngày 11/9, các sĩ quan quân đội Pakistan và ISI cùng với hàng nghìn nhân viên Lực lượng vũ trang Pakistan thường xuyên đã tham gia vào cuộc giao tranh ở Afghanistan.

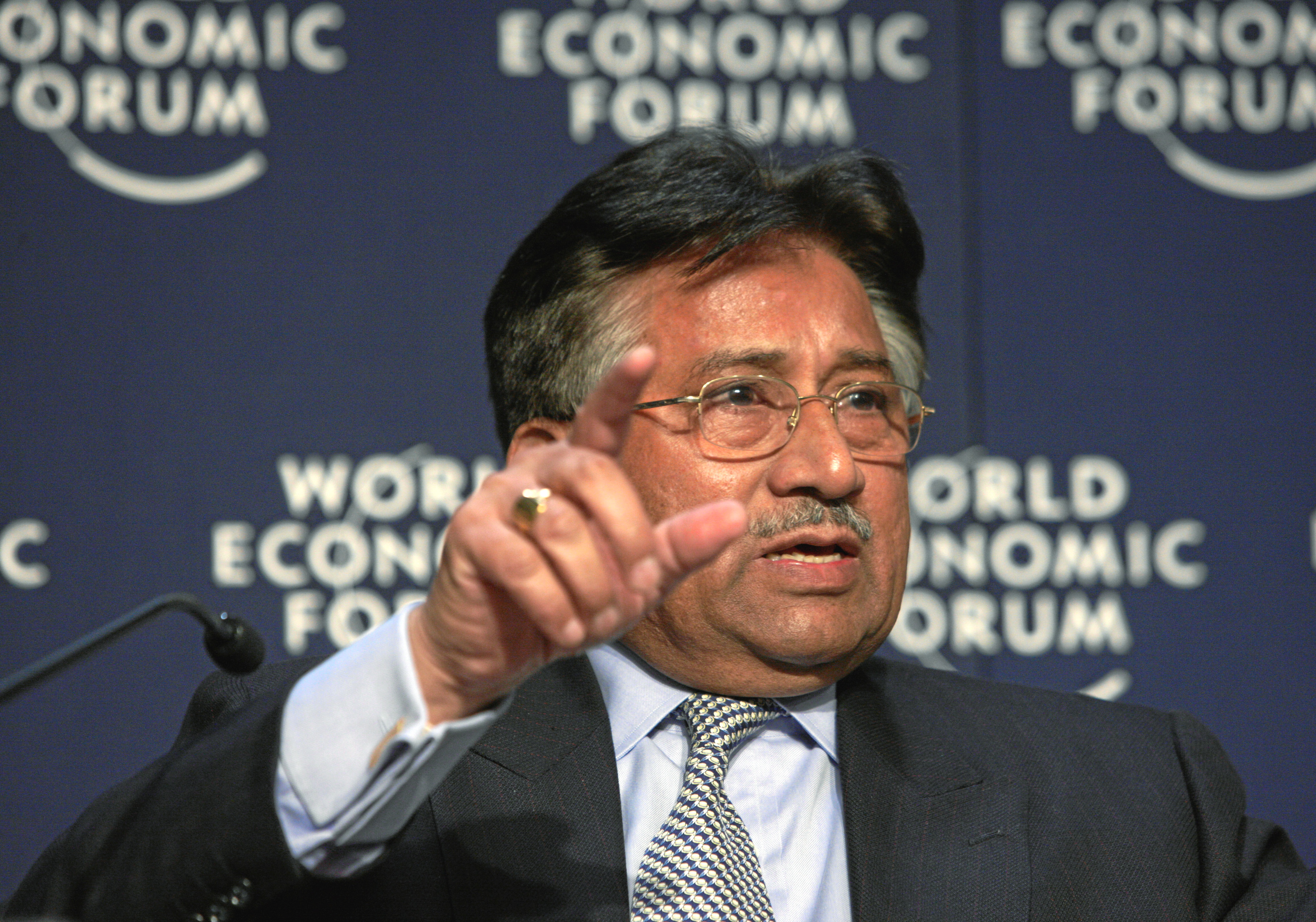
Cựu Tổng thống Pakistan Pervez Musharraf đã gửi nhiều binh sĩ chống lại Mặt trận thống nhất của Ahmad Shah Massoud hơn là chống lại Taliban Afghanistan

Chỉ riêng trong năm 2001, theo một số nguồn tin quốc tế, 28.000–30.000 công dân Pakistan, 14.000–15.000 phiến quân Taliban Afghanistan và 2.000–3.000 chiến binh Al Qaeda đang chiến đấu chống lại lực lượng chống Taliban ở Afghanistan với tư cách là một lực lượng quân sự mạnh khoảng 45.000 người. Tổng thống Pakistan Pervez Musharraf - sau đó là Tham mưu trưởng Lục quân - chịu trách nhiệm cử hàng nghìn người Pakistan chiến đấu cùng với Taliban và Bin Laden chống lại lực lượng của Ahmad Shah Massoud. Trong số khoảng 28.000 công dân Pakistan đang chiến đấu ở Afghanistan, 8.000 là những chiến binh được tuyển mộ trong các madrassa nằm trong hàng ngũ Taliban thông thường. Một tài liệu năm 1998 của Bộ Ngoại giao Hoa Kỳ xác nhận rằng "20–40 phần trăm binh lính Taliban [chính quy] là người Pakistan." Tài liệu nói thêm rằng cha mẹ của những công dân Pakistan đó "không biết gì về việc con họ tham gia quân đội với Taliban cho đến khi thi thể của họ được đưa về Pakistan." Theo báo cáo của Bộ Ngoại giao Hoa Kỳ và báo cáo của Tổ chức Theo dõi Nhân quyền, các công dân Pakistan khác đang chiến đấu ở Afghanistan là những binh sĩ Pakistan thường xuyên, đặc biệt là từ Quân đoàn Biên phòng mà còn từ Quân đội Pakistan hỗ trợ chiến đấu trực tiếp.
Tổ chức Theo dõi Nhân quyền đã viết vào năm 2000:
Trong số tất cả các cường quốc nước ngoài tham gia vào các nỗ lực duy trì và thao túng các cuộc giao tranh đang diễn ra [ở Afghanistan], Pakistan được phân biệt bởi cả việc truy quét các mục tiêu và quy mô của các nỗ lực, bao gồm việc kêu gọi tài trợ cho Taliban, tài trợ cho các hoạt động của Taliban, cung cấp hỗ trợ ngoại giao với tư cách là sứ giả ảo của Taliban ở nước ngoài, sắp xếp đào tạo cho các chiến binh Taliban, tuyển dụng nhân lực lành nghề và không có kỹ năng để phục vụ trong quân đội Taliban, lập kế hoạch và chỉ đạo các cuộc tấn công, cung cấp và tạo điều kiện vận chuyển đạn dược và nhiên liệu, và ... trực tiếp hỗ trợ chiến đấu.

Vào ngày 1 tháng 8 năm 1997, Taliban đã tiến hành một cuộc tấn công vào Sheberghan, căn cứ quân sự chính của Abdul Rashid Dostum. Dostum cho biết lý do cuộc tấn công thành công là do 1500 lính biệt kích Pakistan đã tham gia và Không quân Pakistan cũng đã hỗ trợ.
Năm 1998, Iran cáo buộc quân đội Pakistan về tội ác chiến tranh tại Bamiyan ở Afghanistan và tuyên bố rằng các máy bay chiến đấu của Pakistan hỗ trợ Taliban đã bắn phá thành trì cuối cùng của người Shia ở Afghanistan. Cùng năm Nga cho biết, Pakistan phải chịu trách nhiệm về "sự bành trướng quân sự" của Taliban ở miền bắc Afghanistan bằng cách gửi một số lượng lớn quân đội Pakistan, một số người sau đó đã bị Mặt trận Thống nhất chống Taliban bắt làm tù binh.
Năm 2000, Hội đồng Bảo an Liên hợp quốc đã áp đặt lệnh cấm vận vũ khí chống lại sự hỗ trợ quân sự cho Taliban, với các quan chức Liên hợp quốc rõ ràng loại bỏ Pakistan. Tổng thư ký Liên Hợp Quốc đã ngầm chỉ trích Pakistan về việc hỗ trợ quân sự và Hội đồng Bảo an tuyên bố họ "hết sức đau khổ trước các báo cáo về sự tham gia của hàng nghìn công dân không phải là người Afghanistan trong cuộc giao tranh của phe Taliban." Vào tháng 7 năm 2001, một số quốc gia bao gồm cả Hoa Kỳ, cáo buộc Pakistan "vi phạm các lệnh trừng phạt của Liên Hợp Quốc vì viện trợ quân sự cho Taliban." Taliban cũng lấy được các nguồn tài chính từ Pakistan. Riêng năm 1997, sau khi Taliban chiếm Kabul, Pakistan đã viện trợ 30 triệu USD và thêm 10 triệu USD tiền lương cho chính phủ.
Năm 2000, Tình báo Anh báo cáo rằng ISI đang đóng vai trò tích cực trong một số trại huấn luyện của Al Qaeda. ISI đã giúp xây dựng các trại huấn luyện cho cả Taliban và Al Qaeda. Từ năm 1996 đến 2001, Al Qaeda của Osama Bin Laden và Ayman al-Zawahiri đã trở thành một nhà nước nằm trong nhà nước Taliban. Bin Laden đã cử các chiến binh Al-Qaeda Ả Rập và Trung Á tham gia cuộc chiến chống lại Mặt trận Thống nhất, trong số đó có Lữ đoàn 055 của bin Laden.

### Kháng chiến chống Taliban

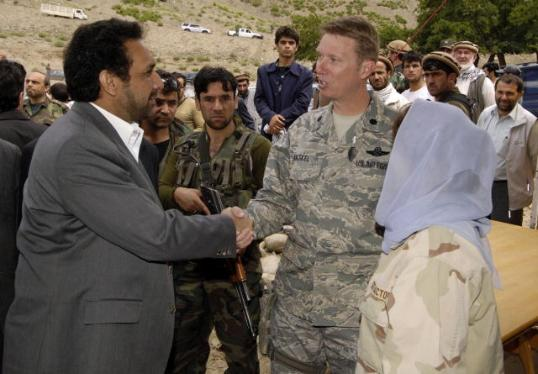
Ahmad Zia Massoud (trái), anh trai của thủ lĩnh chống Taliban Ahmad Shah Massoud

Abdul Rashid Dostum và lực lượng của ông đã bị Taliban đánh bại vào năm 1998. Dostum sau đó phải sống lưu vong. Nhà lãnh đạo duy nhất ở lại Afghanistan và người có thể bảo vệ phần lớn khu vực của mình chống lại Taliban, là Ahmad Shah Massoud. Tại các khu vực dưới quyền kiểm soát của mình, Ahmad Shah Massoud đã thiết lập các thể chế dân chủ và ký Tuyên bố về Quyền của Phụ nữ. Trong khu vực của Massoud, phụ nữ và trẻ em gái không phải mặc áo khoác nữ của Afghanistan. Họ được phép đi làm và đi học. Trong ít nhất hai trường hợp đã biết, Massoud đã đích thân can thiệp chống lại các trường hợp cưỡng bức hôn nhân. Đối với Massoud, không có gì tệ hơn việc đối xử với một người như một đồ vật. Ông tuyên bố:
Đó là niềm tin của chúng tôi và chúng tôi tin rằng cả nam giới và phụ nữ đều được tạo ra bởi Đấng Toàn Năng. Cả hai đều có quyền bình đẳng. Phụ nữ có thể theo đuổi học vấn, phụ nữ có thể theo đuổi sự nghiệp và phụ nữ có thể đóng một vai trò nào đó trong xã hội- giống như nam giới.

Tác giả Pepe Escobar đã viết trong Massoud: From Warrior to Statesman :
Massoud kiên quyết rằng ở Afghanistan phụ nữ đã phải chịu áp bức trong nhiều thế hệ. Anh ấy nói rằng 'môi trường văn hóa của đất nước bóp nghẹt phụ nữ. Nhưng Taliban làm trầm trọng thêm điều này bằng sự đàn áp. ' Dự án đầy tham vọng nhất của anh ấy là phá vỡ định kiến văn hóa này, đồng thời mang lại nhiều không gian, tự do và bình đẳng hơn cho phụ nữ - họ sẽ có các quyền như nam giới..

Trong khi Massoud khẳng định chắc chắn rằng nam giới và phụ nữ đều bình đẳng và được hưởng các quyền như nhau, ông cũng phải đối mặt với những truyền thống của Afghanistan mà ông nói rằng sẽ cần một thế hệ trở lên mới có thể vượt qua. Theo ý kiến của ông, điều đó chỉ có thể đạt được thông qua giáo dục. Humayun Tandar, người đã tham gia với tư cách là nhà ngoại giao Afghanistan trong Hội nghị Quốc tế về Afghanistan năm 2001 tại Bonn, nói rằng “những nghiêm ngặt về ngôn ngữ, sắc tộc, khu vực cũng gây trở ngại cho Massoud. Đó là lý do tại sao... ông ấy muốn tạo ra một sự thống nhất có thể vượt qua hoàn cảnh mà chúng ta đã tìm thấy chính mình và vẫn thấy mình cho đến ngày nay. " Điều này cũng áp dụng cho các nghiêm ngặt của tôn giáo. Jean-José Puig mô tả cách Massoud thường dẫn đầu buổi cầu nguyện trước bữa ăn hoặc đôi khi nhờ những người theo đạo Hồi của mình dẫn đầu buổi cầu nguyện nhưng cũng không ngần ngại hỏi một người bạn Cơ đốc giáo Jean-José Puig hoặc Giáo sư Princeton người Do Thái Michael Barry: "Jean-José, chúng tôi tin vào cùng một Đức Chúa Trời. Xin hãy nói cho chúng tôi lời cầu nguyện trước bữa trưa hoặc bữa tối bằng ngôn ngữ của chính bạn. "
Tổ chức Theo dõi Nhân quyền không trích dẫn tội phạm nhân quyền đối với các lực lượng dưới sự kiểm soát trực tiếp của Massoud trong khoảng thời gian từ tháng 10 năm 1996 cho đến khi xảy ra vụ ám sát Massoud vào tháng 9 năm 2001. Một triệu người chạy trốn khỏi Taliban, nhiều người đến khu vực Massoud. National Geographic đã kết luận trong bộ phim tài liệu "Bên trong Taliban" :
Điều duy nhất cản trở các cuộc thảm sát của Taliban trong tương lai là Ahmad Shah Massoud.

Taliban liên tục đề nghị Massoud một vị trí quyền lực để khiến ông ngừng kháng cự Taliban, nhưng Massoud từ chối. Ông giải thích trong một cuộc phỏng vấn:
Taliban nói: "Hãy đến nhận chức thủ tướng và ở phe chúng tôi", và họ sẽ nắm giữ chức vụ cao nhất của đất nước này, chức tổng thống. Nhưng với cái giá nào?! Sự khác biệt giữa chúng tôi chủ yếu liên quan đến cách suy nghĩ của chúng tôi về các nguyên tắc của xã hội và nhà nước. Chúng tôi không thể chấp nhận các điều kiện thỏa hiệp của họ, nếu không, chúng tôi sẽ phải từ bỏ các nguyên tắc của nền dân chủ hiện đại. Về cơ bản, chúng tôi chống lại hệ thống được gọi là "Các Tiểu vương quốc Afghanistan".

## Những cuộc chiến và xung đột
- Chiến tranh Liên Xô - Afghanistan bắt đầu vào năm 1979 và kết thúc vào năm 1989. Quân đội Liên Xô đã can thiệp vào nước này để hỗ trợ Đảng Dân chủ Nhân dân Afghanistan (PDPA) cầm quyền sau làn sóng lớn nổi dậy chống lại chính phủ. Quân đội Liên Xô cùng với Quân đội Afghanistan đồng minh (và với sự hỗ trợ từ bên ngoài từ Cộng hòa Dân chủ Đức[88] ) đã chiến đấu chống lại các phe nổi dậy chủ yếu được gọi chung là " Afghanistan mujahideen ", mà những người ủng hộ chính là Hoa Kỳ, Vương quốc Anh, Pakistan, Ả Rập Xê Út, Ai Cập, Cộng hòa Nhân dân Trung Hoa và Cộng hòa Liên bang Đức. Liên Xô cuối cùng đã nhượng bộ và rút quân vào năm 1989.
  - Nội chiến Afghanistan (1989–1992) là cuộc chiến tiếp diễn giữa chính phủ và quân nổi dậy, nhưng không có sự tham gia của quân đội Liên Xô. Tuy nhiên, Liên Xô vẫn tiếp tục hỗ trợ tài chính cho chính phủ Afghanistan trong cuộc chiến, và các phe nổi dậy cũng tiếp tục nhận được sự hỗ trợ từ Hoa Kỳ và Pakistan. Chính phủ Afghanistan do Liên Xô hậu thuẫn tồn tại cho đến khi Kabul sụp đổ vào năm 1992.
- Nội chiến Afghanistan (1992–1996) bắt đầu khi cuộc đấu đá nội bộ giữa các phe nổi dậy mujahideen, sau khi chiếm Kabul và thành lập Nhà nước Hồi giáo Afghanistan, leo thang thành một cuộc xung đột toàn diện khác. Các cuộc chiến tranh bạo lực đã diễn ra giữa các phe phái chiếm đóng khác nhau ở Kabul, và thành phố đã phải hứng chịu những đợt bắn phá nặng nề từ họ. Mỗi bên trong số này đều được hỗ trợ bởi một thế lực bên ngoài, chẳng hạn như Pakistan, Iran hoặc Saudi Arabia, những người đang tìm kiếm ảnh hưởng ở Afghanistan. Cuộc xung đột này kết thúc vào năm 1996 sau khi Taliban , một lực lượng dân quân tương đối mới được Pakistan hậu thuẫn và được thực thi bởi vài nghìn chiến binh al-Qaeda từ các nước Ả Rập , chiếm Kabul.
- Nội chiến Afghanistan (1996–2001) bắt đầu ngay sau khi Taliban chiếm được Kabul, lực lượng này có sự tham gia của một lực lượng kháng chiến quân sự-chính trị mới gọi là Liên minh phương Bắc chiến đấu chống lại Taliban và Tiểu vương quốc được công nhận một phần của họ. Trong suốt thời kỳ này, Taliban đã kiểm soát gần như toàn bộ đất nước, vì Liên minh phương Bắc chiến đấu phần lớn thời gian để phòng thủ. Lãnh đạo của Liên minh bị ám sát bởi các thành viên al-Qaeda vào ngày 9 tháng 9 năm 2001.
- Chiến tranh Afghanistan (2001 - 2021) là cuộc chiến liên tục đang diễn ra ở Afghanistan, nơi xung đột chính bao gồm quân đội Quân đội Quốc gia Afghanistan, được hỗ trợ bởi quân đội Hoa Kỳ bổ sung, chiến đấu chống lại quân nổi dậy của Taliban và các nhóm nhỏ khác.[89] NATO cũng đã tham gia vào cuộc chiến này.
  - Cuộc xâm lược của Hoa Kỳ vào Afghanistan bắt đầu vào ngày 7 tháng 10 năm 2001. Hoa Kỳ đã tìm cách loại bỏ Taliban khỏi quyền lực khi họ đang tiếp đón các chiến binh al-Qaeda, những kẻ là nghi phạm chính của vụ tấn công ngày 11 tháng 9 và từ chối dẫn độ thủ lĩnh Osama bin Laden của họ mà không nhận được bằng chứng trước. Hoa Kỳ đã chiến đấu với Taliban từ trên không và hỗ trợ cho các binh sĩ mặt đất của Liên minh phương Bắc, những người đã thành công đánh đuổi Taliban khỏi phần lớn đất nước vào tháng 12 năm 2001. Cuộc xâm lược cũng đánh dấu sự khởi đầu của Cuộc chiến chống khủng bố của Hoa Kỳ.
  - Vào ngày 1 tháng 5 năm 2021, cuộc tấn công năm 2021 của Taliban bắt đầu sau khi Hoa Kỳ rút khỏi Afganistan, dẫn đến sự sụp đổ của Kabul (2021) vào ngày 15 tháng 8 năm 2021.
- Xung đột Panjshir, trong đó các lực lượng liên minh Chống Taliban đã tổ chức lại và chuyển đến Panjshir, thiết lập một chính phủ đối địch.